# Condorcet-Jury-Theorem
Das Condorcet-Jury-Theorem ist benannt nach Marie Jean Antoine Nicolas Caritat, Marquis de Condorcet. Es behandelt die Frage, unter welchen Umständen eine binäre Gruppenentscheidung höhere Qualität aufweist, also mit höherer Wahrscheinlichkeit richtig ausfällt, als die Entscheidung eines einzelnen Mitglieds.

## Darstellung
In seiner Grundform geht das Condorcet-Jury-Theorem von folgenden Annahmen aus:
- Eine Jury habe zwischen zwei Optionen A und B zu wählen.
- Die Jury besteht aus k Mitgliedern, wobei k größer als 2 und ungerade sei.
- Jedes Mitglied der Jury sei in der Lage, mit Wahrscheinlichkeit q die bessere Entscheidung auszuwählen; q ist also die bedingte Wahrscheinlichkeit, dass ein Mitglied sich für A entscheidet, wenn A besser als B ist, und für B, wenn B besser als A ist.
- Die Jury entscheide mit der absoluten Mehrheit ihrer Mitglieder.

Nun bezeichne Q(k,q) die (bedingte) Wahrscheinlichkeit einer korrekten Jury-Entscheidung. Wenn man davon ausgeht, dass die Jurymitglieder in der Lage sind, mit einer gewissen Wahrscheinlichkeit die bessere Entscheidung zu erkennen (0,5 < q < 1), dann gelten unter den obigen Annahmen die folgenden drei Aussagen:
- die Wahrscheinlichkeit für eine korrekte Jury-Entscheidung ist höher als das Einschätzungsvermögen des Einzelnen (Q(k,q) > q);
- je mehr Jury-Mitglieder, desto wahrscheinlicher eine korrekte Jury-Entscheidung (Q(k,q) steigt mit k);
- bei ausreichend großer Jury wird diese praktisch immer eine richtige Entscheidung treffen (geht k gegen unendlich, so geht Q(k,q) gegen Eins).

Für den Fall 0 < q < 0,5, d. h. die Jury-Mitglieder entscheiden tendenziell falsch, gilt das Gegenteil: je weniger Mitglieder abstimmen, desto besser. Ist q dagegen gleich 0, 0,5 oder 1 (die Einzelnen liegen immer falsch, haben keine Ahnung oder haben immer recht), dann  gilt Q(k,q)=q, d. h. die Juryentscheidung ist so gut oder schlecht wie die eines Einzelnen.

## Bedeutung
Das Jury-Theorem hat Bedeutung für den Vergleich zwischen repräsentativer und direkter Demokratie, zwischen föderalen und zentralistischen Systemen, oder zwischen steilen oder flachen Hierarchien in Organisationen.
Ein populärer Anwendungsfall des Theorems bietet das Fernsehquiz „Wer wird Millionär?“. Wenn der Kandidat selber die Antwort nicht weiß, kann er (u. a.) zwischen dem Publikumsjoker und dem Telefonjoker auswählen. Wählt der Kandidat den Telefonjoker, so wird eine vorab benannte Person angerufen. Nicht selten misst der Kandidat dem Angerufenen eine hohe Sachkompetenz in  dem fraglichen Wissensfeld zu. Bei Wahl des Publikumsjokers dürfen die Zuschauer im Studio abstimmen. Hierbei dürfte es ein glücklicher Zufall sein, sollten sich auch Experten für das benötigte Wissensgebiet unter ihnen befinden.
In der oben eingeführten Notation gilt also normalerweise 1 > qt > q>0, wobei qt den Kompetenzparameter des Telefonpartners bezeichnet und q den durchschnittlichen Studiozuschauer modelliert. Nach dem Condorcet-Jury-Theorem kann dennoch Q(k,q)> qt > q möglich sein. In diesem Fall wäre die aggregierte Entscheidung der k Zuschauer im Studio also besser als die des Experten am Telefon. Seine höhere Kompetenz würde dann durch die schiere Zahl der (weniger kompetenten) Zuschauer überkompensiert werden.

## Abwandlungen und Ergänzungen
Das Theorem basiert auf strengen Annahmen. Insbesondere sollen die Jury-Mitglieder homogen sein, und Korrelation zwischen ihren Entscheidungen werden ausgeschlossen. In der Praxis sind Akteure in großen Gruppen aber mit unterschiedlicher Kompetenz ausgestattet. Zudem könnten sie sich gegenseitig beeinflussen, oder ihre Entscheidungen könnten auf miteinander korrelierten Informationen basieren. Die wesentlichen Aussagen des Theorems jedoch sind auch für heterogene Jurys und für den Fall korrelierter Entscheidungen theoretisch bestätigt worden, siehe Berg (1993) und Ladha/Krishna (1992).
Eine weitere strenge Annahme ist das Fehlen strategischer Interaktion. Die Jury-Mitglieder wählen „naiv“, sie geben ihre Stimme entsprechend ihrer Überzeugung ab. Unterstellt man jedoch, wie in der ökonomischen Spieltheorie üblich, strategische Interaktion zwischen rationalen Akteuren, so könnten einzelne Jury-Mitglieder ein Interesse daran haben, ihre wahre Überzeugung durch Abgabe eines abweichenden Votums zu verzerren. In diesem modifizierten Spiel würden die Aussagen des Theorems nicht mehr uneingeschränkt gelten, so Feddersen/Pesendorfer (1998).